# Ginés Meléndez
Ginés Meléndez Sotos (Los Chospes, 22 marzo 1950) è un allenatore di calcio ed ex calciatore spagnolo.

## Carriera
Cresciuto nelle giovanili dell'Albacete, si ritira dal calcio giocato a soli 21 anni, nel 1971. Comincia ad occupare così vari ruoli nella squadra della sua formazione fino al 1998 (eccetto un periodo come tecnico del club La Gineta), anche come allenatore della prima squadra per tre brevi periodi. All'inizio degli anni 2000 dirige anche la selezione di calcio non-ufficiale della regione di Castiglia-La Mancia. Dal 2004 al 2007 e dal 2011 al 2012 guida la nazionale spagnola Under-19, vincendo 3 europei (2004, 2006 e 2011); inoltre ha allenato dal 2008 al 2011 l'Under-17 spagnola e dal 2011 al 2018 è stato direttore dell'Academy. Nel 2019 è diventato direttore tecnico della nazionale armena, fallendo la qualificazione agli europei del 2020. Si ritira dal mondo del calcio il 1º gennaio del 2021.

## Palmarès
- Europeo di calcio Under-19: 3 (2004, 2006, 2011)